# دراگومیر چوروسلان
دراگومیر چوروسلان (رومانیایی: Dragomir Cioroslan؛ زادهٔ ۱۵ مه ۱۹۵۴) وزنه‌بردار اهل رومانی بود.
وی در مسابقات کشوری و بین‌المللی در مجموع برندهٔ ۱ مدال برنز شده‌است.